# Henry O'Neill
Henry O'Neill, född 10 augusti 1891 i Orange, New Jersey, död 18 maj 1961 i Hollywood, Kalifornien, var en amerikansk skådespelare. Han var flitigt anlitad av bolagen Warner Bros. och Metro-Goldwyn-Mayer och gjorde roller som auktoritetsfigurer och fadersgestalter i många amerikanska filmer under 1930-talet och 1940-talet. Han gjorde över 170 filmroller.
O'Neill har en stjärna på Hollywood Walk of Fame för sina insatser inom film.

## Filmografi i urval
- 1933 – Skandalen i Hollywood
- 1934 – Under-bar
- 1934 – The Man with Two Faces
- 1934 – The Key
- 1934 – Paris i gala
- 1934 – Dimma över Frisco
- 1934 – Du är nog ingen ängel
- 1934 – Madame Du Barry
- 1936 – Samhällets rovriddare
- 1936 – Louis Pasteur
- 1937 – Emile Zolas liv
- 1937 – Storstadsdesperados
- 1937 – En läkares ansvar
- 1938 – Den mystiske doktor Clitterhouse
- 1938 – Skandalen kring Julie
- 1938 – Den gyllene jorden
- 1939 – Fyra fruar
- 1939 – Landet bortom lagen
- 1940 – Vägen till Santa Fe
- 1940 – Knute Rockne All American
- 1940 – En brottslings hedersord
- 1940 – Doktor Ehrlich
- 1941 – Gäckande skuggan på nya äventyr!
- 1941 – Blommor i skugga
- 1941 – Fräck och fågelfri
- 1941 – Johnny Eager
- 1942 – Dagdrivarbandet
- 1943 – Vi människor
- 1943 – Hjältar dö aldrig
- 1945 – Säg det med sång
- 1946 – De gröna åren
- 1949 – Holiday Affair
- 1950 – Gift med en död man
- 1951 – Fallet O'Hara
- 1952 – Brott i blixtljus
- 1957 – Hennes vilda man